# Tina Vukov
Tina Vukov (Fiume, 4 agosto 1985) è una cantante croata.

## Biografia
Vukov ha iniziato a lavorare per la Croatia Records all'età di 14 anni, per poi partecipare a Dora, la rassegna canora croata utilizzata per l'Eurovision Song Contest 2004, eseguendo Tuga dolazi kasnije, con cui non ha superato le semifinali. Prenderà parte allo stesso evento, piazzandosi al 3º posto in finale, due anni più tardi. Sempre nel 2006 è stato pubblicato il suo album in studio d'esordio Tuga dolazi kasnije.
L'anno successivo è stato segnato dalla sua terza partecipazione a Dora con il brano Tata, oltre a ricevere due premi Porin; uno alla miglior interpretazione vocale femminile e l'altro al miglior nuovo artista.
Nel 2021 ha fatto il proprio ritorno sulle scene musicali, rendendo disponibile Što me čini sretnom, che ha debuttato al 4º posto nella Top Lista. Nel mese di dicembre dello stesso anno la HRT ha confermato che l'artista avrebbe partecipato a Dora 2022, presentando l'inedito Hideout.

## Discografia

### Album in studio
- 2006 – Tuga dolazi kasnije
- 2021 – Što me čini sretnom

### Singoli
- 2015 – Suicide Note
- 2020 – Još samo večeras
- 2021 – Poljubac za zbogom
- 2021 – Taj beguin
- 2021 – Svemu dođe kraj
- 2022 – Hideout
- 2023 – Pogled
- 2024 – Sunce